# Neodiaptomus curvispinosus
Neodiaptomus curvispinosus is een eenoogkreeftjessoort uit de familie van de Diaptomidae. De wetenschappelijke naam van de soort is voor het eerst geldig gepubliceerd in 2001 door Dang & Ho T.H..